# Concepción Dancausa
Dancausa  Treviño est un nom espagnol. Le premier nom de famille, en général paternel, est Dancausa ; le second, en général maternel, souvent omis, est Treviño.
María Concepción Dancausa Treviño, née le 26 février 1952 à Burgos, est une femme politique espagnole membre du Parti populaire (PP).
Elle est déléguée du gouvernement dans la Communauté de Madrid entre avril 2015 et juin 2018.

## Biographie

### Vie privée
Concepción Dancausa nait le 26 février 1952 à Burgos. Son père, Fernando Dancausa de Miguel, est avocat et homme politique phalangiste engagé du côté de Francisco Franco.
Elle est mariée et mère de cinq enfants.

### Formation et vie professionnelle
Étudiante de l'université complutense de Madrid, elle est titulaire d'une licence en droit qu'elle obtient en 1975. Elle intègre par concours le corps de l'administration institutionnelle des services socioprofessionnels. 

### Haute-administration
Elle travaille pendant sept ans aux ambassades d'Argentine et du Paraguay. Elle participe à de nombreux forums de l'Union européenne et fait partie des délégations officielles de l'Espagne à diverses conférences mondiales des Nations unies sur le vieillissement, le logement, les discriminations, l'enfance et l'élimination du racisme et de la xénophobie.
De 1996 à 2000, elle dirige l'Institut de la Femme, remplaçant à ce poste la sociologue Marina Subirats. Elle est élue lors des élections générales de 2000 députée pour la circonscription de Madrid mais démissionne un mois et demi plus tard lorsqu'elle est nommée secrétaire générale des Affaires sociales au ministère du Travail et des Affaires sociales.

### Présidente de l'Assemblée de Madrid
Elle quitte son poste administratif lorsqu'elle devient candidate aux élections régionales de 2003 dans la Communauté de Madrid et occupe la quatrième place sur la liste du PP. Ayant gagné un siège de députée, elle est élue à l'ouverture de la législature présidente de l'Assemblée de Madrid grâce à l'absence de deux députés socialistes donnant de fait la majorité absolue au Parti populaire.

### Conseillère de Madrid
Elle abandonne la présidence de l'Assemblée lorsqu'elle est nommée conseillère à la Famille et aux Affaires sociales à la mairie de Madrid par Alberto Ruiz-Gallardón en juin 2007. En décembre 2011, elle se charge des Finances pour le mandat d'Ana Botella. En janvier 2013, elle devient première adjointe au maire.

### Déléguée du gouvernement

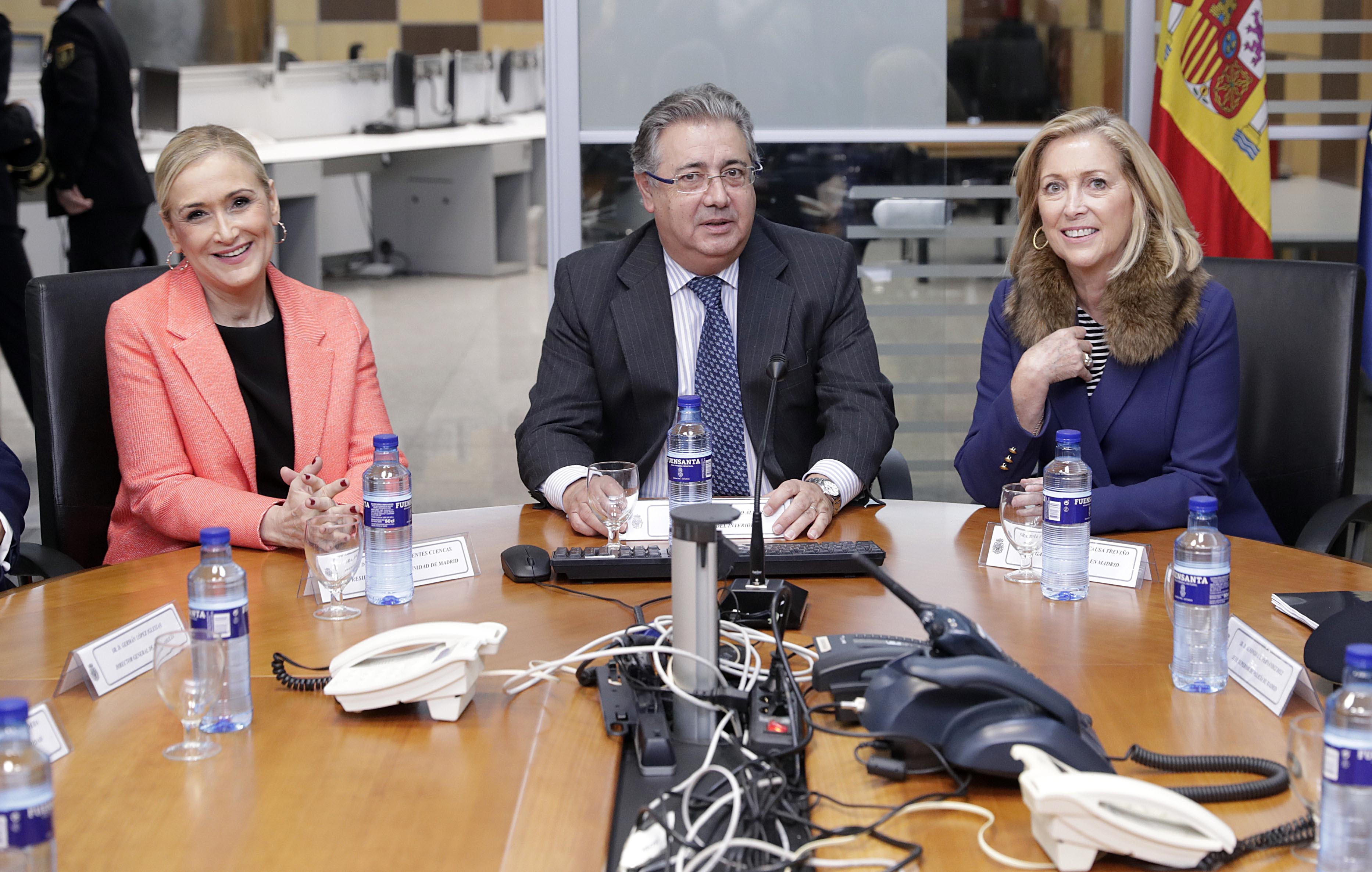
Dancausa (à droite) avec Cristina Cifuentes et Juan Ignacio Zoido lors de la visite du commissariat supérieur de police de Madrid, en décembre 2016.

Le 11 avril 2015, elle est nommée déléguée du gouvernement dans la Communauté de Madrid par le président du gouvernement Mariano Rajoy. Elle prend alors la relève de Cristina Cifuentes, désignée candidate à la présidence de la Communauté de Madrid pour les élections à l'Assemblée de Madrid de 2015.